# PKH Gdańsk
Der Pomorski Klub Hokejowy Gdańsk (deutsch „Pommerscher Eishockeyklub Danzig“) ist ein polnischer Eishockeyverein aus Danzig, der 2014 gegründet wurde. Ab 2016 nahm dessen Profimannschaft am Spielbetrieb der erstklassigen Ekstraliga teil.

## Geschichte
Seit den 1970er Jahren wurde Eishockey bei Stoczniowiec Gdańsk gespielt. Vor der Saison 2011/12 zog Stoczniowiec Gdańsk seine Profimannschaft aus finanziellen Gründen vom Spielbetrieb der Ekstraliga zurück und besaß zunächst nur noch eine Jugendabteilung.
Im Jahr 2014 wurde unter dem Namen MH Automatyka Stoczniowiec 2014 Gdańsk ein neuer Eishockeyclub gegründet, um die Eishockeytradition von Stoczniowiec fortzusetzen. Ab 2014 nahm dieser mit einer Mannschaft am Spielbetrieb der zweitklassigen I liga teil. In der Saison 2015/16 (die nur bis November 2015 dauerte, da nur zwei Mannschaften teilnahmen) wurde der Klub Meister dieser zweiten Spielklasse und stieg damit in die Ekstraliga auf. In seiner ersten Spielzeit in der Ekstraliga konnte der Klub durch eine 4:2-Serie in den Playouts gegen Nesta Toruń die Klasse halten.
Nach der Saison 2018/19 zog sich das Unternehmen MH Automatyka als Hauptsponsor zurück. Im Sommer 2019 übernahm der Mineralölkonzern Grupa LOTOS das Sponsoring des Vereins, so dass der Verein in Lotos PKH Gdańsk umbenannt wurde. Anfang der 2020er Jahre zog der Klub sich aus dem Spielbetrieb zurück.

## Bekannte Spieler
- Petr Polodna